# Gymnanthes actinostemoides
Gymnanthes actinostemoides är en törelväxtart som beskrevs av Johannes Müller Argoviensis. Gymnanthes actinostemoides ingår i släktet Gymnanthes och familjen törelväxter. Inga underarter finns listade i Catalogue of Life.